# Estany del nord de la Cardonera
L'estany del nord de la Cardonera és un petit estany temporal, actualment gairebé dessecat mitjançant rases de drenatge. Apareix representat als mapes a escala 1:50.000 de l'Institut Cartogràfic de Catalunya.
La vegetació actual és formada per prats humits i brolles silicícoles de tomaní (Lavandula stoechas). L'estany pot considerar-se que constitueix l'hàbitat d'interès comunitari 3170  Basses i tolls temporers mediterranis.
Les possibilitats de recuperació de l'estany són molt elevades, si s'eliminen les rases de drenatge que en provoquen la
dessecació. El principal factor que amenaça l'espai és l'extensió dels conreus i l'alteració dels terrenys per possibles
edificacions o estructures d'ús agrari (terraplenats, etc.).
Al perímetre de l'estany hi ha instal·lat una tanca feta de filferro, probablement relacionada amb l'ús ramader, per
cavalls. Aquest ús pot estar perjudicant la flora, la fauna, el sòl i la qualitat de l'aigua de l'estany.